# Fantasy-Jahr 1981
Übersicht

◄◄ | ◄ | 1977 | 1978 | 1979 | 1980 | Fantasy-Jahr 1981 | 1982 | 1983 | 1984 | 1985 | ► | ►►

Weitere Ereignisse